# William Juxon

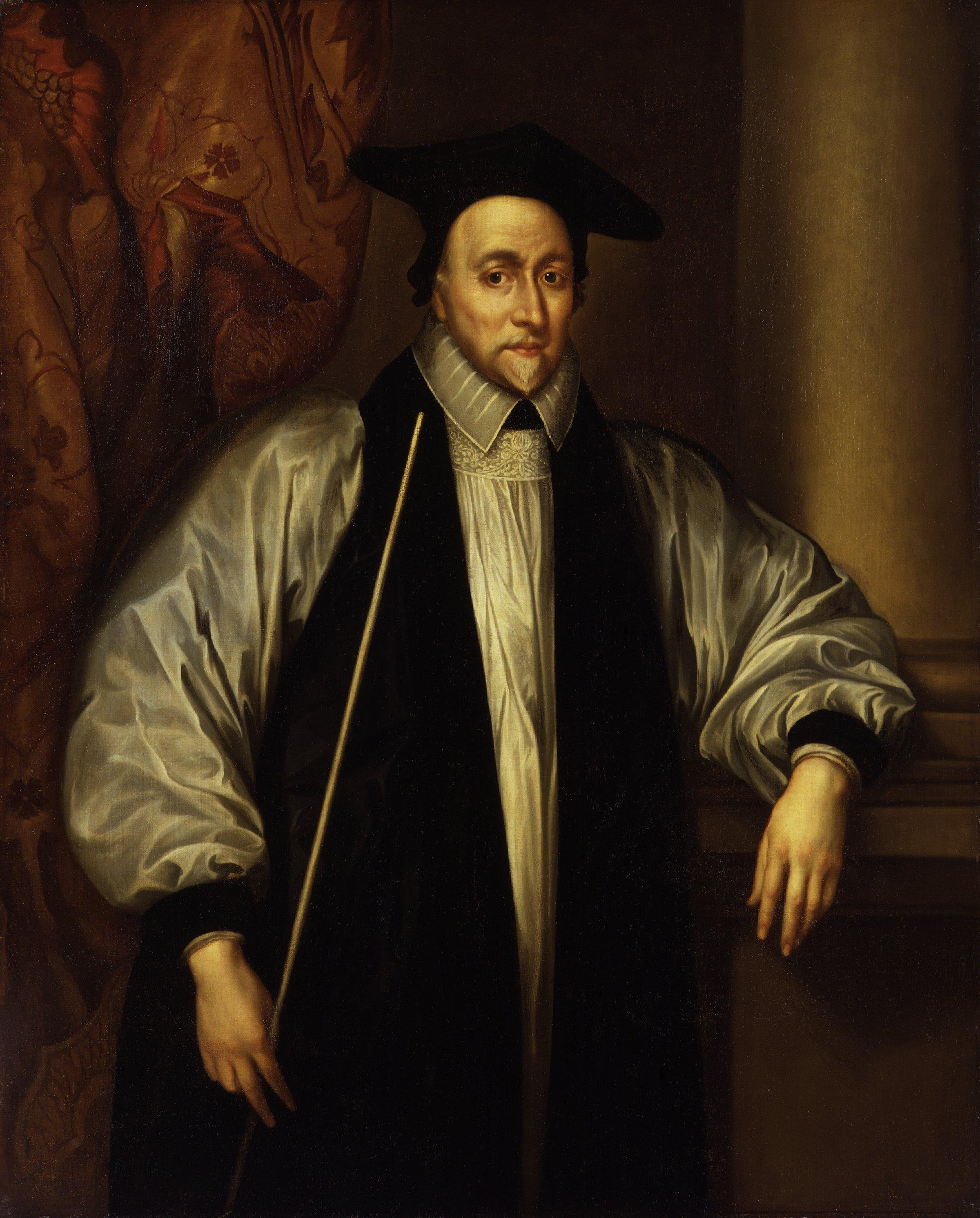
William Juxon.

William Juxon, född 1582 förmodligen i Chichester, död den 4 juni 1663 i Lambethpalatset, London, var en engelsk biskop.
Juxon prästvigdes 1609 och blev 1621 föreståndare för St John's College i Oxford. År 1632 blev han biskop av Hereford och 1633 Lauds efterträdare som biskop av London. Juxon tillämpade i sitt stift, fastän med takt och moderation, Lauds högkyrkliga stadgar. På dennes rekommendation gjorde Karl I honom 1636 därjämte till riksskattmästare (Lord High Treasurer), vilket ämbete han nitiskt och arbetsamt skötte till maj 1641. Det över kungamakten segrande långa parlamentet lät den för sin ärlighet och fromhet allmänt aktade mannen länge ostörd residera i biskopspalatset i Fulham, och 1649 beredde han Karl I till döden och stod vid hans sida på schavotten. Samma år förklarades Juxon avsatt. Han tillbragte de elva följande åren i lantlig tillbakadragenhet. Juxon valdes efter restaurationen till ärkebiskop av Canterbury (i september 1660) och förrättade Karl II:s kröning. 